# Přímá barviva

Chemická struktura přímé modři č. 106

Přímá barviva jsou látky rozpustné ve vodě, které se (většinou) ze solné lázně přímo, bez pomocných prostředků, vytahují na celulózová a hedvábná vlákna.

## Vlastnosti
Rozpustnost ve vodě spočívá v obsahu hydrofilních skupin, zatímco afinita k vláknům je způsobena vodíkovými vazebními můstky a Van-der-Waalsovými silami. 
Přímá barviva mají velmi dobrou afinitu k textilnímu substrátu, při barvení se dosahuje až 99 % vytažení, barva z lázně se přenáší téměř beze zbytku na textilii. Stálost vybarvení za mokra je však nízká, takže i po několikrát opakovaném praní obarvený materiál "krvácí " a ve společném prádle se barva přenáší na jiné textilie. (Tento nedostatek se dá v některých případech zlepšit iontovou vazbou).

## Použití
Z českých bareven se uvádějí následující druhy vláken zpracovávaných přímými barvivy:
bavlna, viskóza, len, juta, přírodní hedvábí a polyamid.
Světový obchod (export+import) s přímými barvivy (včetně přípravků) dosáhl v roce 2011 cca 182 tisíce tun. Přímá barviva se podílela na celkové spotřebě textilních barviv asi 10 %.
Příklad: Nabídka přímých barviv indického výrobce:
| Name                                                             | Farbe | C.I. No. | C.I. Name            | Stärke |
| ---------------------------------------------------------------- | ----- | -------- | -------------------- | ------ |
| Chrysamin G                                                      |       | 22250    | Direct Yellow 1      |        |
| Thiazolgelb                                                      |       | 19540    | Direct Yellow 6      | 100 %  |
| Primulin                                                         |       | 49010    | Direct Yellow 7 (59) |        |
| Direct Yellow R                                                  |       | 40000    | Direct Yellow 11     | 150 %  |
| Chrysophenin                                                     |       | 24895    | Direct Yellow 12     | 100 %  |
| Direct Fast Yellow 5GL                                           |       | 13950    | Direct Yellow 27     | 100 %  |
| Chloramingelb                                                    |       | 19555    | Direct Yellow 28     |        |
| Direct Fast Yellow L4G                                           |       | 29000    | Direct Yellow 44     | 100 %  |
| Direct Fast Yellow RS                                            |       | 29025    | Direct Yellow 50     | 100 %  |
| Direct Fast Yellow RL                                            |       | 29325    | Direct Yellow 86     | 100 %  |
| Direct Fluorescent Light Yellow 7GFF / Diphenyl Brilliant Flavin |       |          | Direct Yellow 96     | 500 %  |
| Direct Fast Yellow L3R                                           |       | 40300    | Direct Yellow 106    | 100 %  |
| Direct Fast Yellow GR                                            |       | 29040    | Direct Yellow 120    | 100 %  |
| Direct Fast Yellow PG                                            |       |          | Direct Yellow 142    | 100 %  |
| Direct Fast Yellow GL                                            |       |          | Direct Yellow 147    | 100 %  |
| Direct Orange S                                                  |       | 29150    | Direct Orange 26     | 100 %  |
| Direct Fast Orange 7GL                                           |       | 40220    | Direct Orange 34     | 100 %  |
| Direct Light Fast Orange 4GL                                     |       | 40215    | Direct Orange 39     | 200 %  |
| Direct Brown D3G                                                 |       | 30045    | Direct Brown 1       | 100 %  |
| Direct Brown M / MM                                              |       | 22311    | Direct Brown 2       | 100 %  |
| Direct Fast Brown GTL                                            |       | 22311    | Direct Brown 210     | 100 %  |
| Benzopurpurin                                                    |       | 23500    | Direct Red 2         |        |
| Direct Red B / Direct Bordeaux                                   |       | 22155    | Direct Red 13        | 100 %  |
| Direct Light Fast Red 6B                                         |       | 27680    | Direct Red 16        | 200 %  |
| Kongorot                                                         |       | 22120    | Direct Red 28        |        |
| Chicagoblau 6B (Diaminreinblau FF)                               |       | 24410    | Direct Blue 1        |        |
|                                                                  |       | 22610    | Direct Blue 6        |        |
| Trypanblau 3B (Benzaminblau)                                     |       | 23850    | Direct Blue 14       |        |
| Sirius Blau S-BRR                                                |       | 34149    | Direct Blue 71       |        |
| Direct Blue FBL                                                  |       | 74190    | Direct Blue 199      |        |
|                                                                  |       | 30280    | Direct Green 1       |        |
|                                                                  |       | 30295    | Direct Green 6       |        |
| Direkttiefschwarz E                                              |       | 30235    | Direct Black 38      |        |